# 樹杞林文化館
24°44′08″N 121°05′43″E / 24.735473°N 121.095228°E
樹杞林文化館，位於台灣新竹縣竹東鎮，為竹東鎮民舉辦藝文活動之主要場所。1991年建造完成，原為新竹縣農產品展售中心的“農產品展售中心”；後因使用欠佳且閒置狀態，當地鎮公所配合2003年（民國92年）文化部文建會所補助推動之“地方文化館計畫”，並於2004年7月10日正式啟用，打造出具有人文、藝術、鄉土文化之文化館。

## 命名由來
竹東之舊名為“橡棋林”，亦稱名為“樹杞林”；此命名來由為先民至當地開墾之初期，發現當地長滿橡棋樹且成林下，故而得名之；亦即該文化取名之緣故。

## 建築運作
由當地鎮公所所主導全年度之藝文展演活動，並擬以社區營造的精神概念下，定位為結合藝文表演、展覽、教育活動及社區集會等功能公共場所；一樓為150坪的展覽館，展覽的文物多半以竹東鎮在地之人文鄉土歷史與創意藝術為主；二樓為588座位的表演廳，以不定時會有具地方特色之展演活動。並且，運用該棟作為現代化之建築，透過各類展演活動之規劃。並在室內增設咖啡館及藝文展售中心，以作為藝文交流的空間，設罝咖啡座椅、提供書報藝術資料，配合不定期展演之活動；提昇竹東鎮在地文化與藝術生活之水準品質。

## 展覽活動
該文化館常推出客家戲曲與陶藝研習等之具有地方特色活動，用以強化竹東在地文化與藝術生活品質性；該館將定位為溪南地區藝術文化活動中心，一方面可滿足居民多元之藝文需求，展覽主題將涵蓋竹東人文與鄉土歷史、溪南八鄉鎮藝術創作等人文景觀以及自然地理資源，如橫山野薑花、峨眉茶香醉月、五峰賽夏果香、寶山糖筍爭豔等，並可提供鄰近八鄉鎮的藝文展演活動場所。以推廣文化展演、藝文教育，並兼具休憩與社會交誼、觀光與資訊導覽之多功能且多元化之藝術整合中心。

## 外部連結
- 竹東鎮公所樹杞林文化館 （页面存档备份，存于）